# 1996年八仙嶺山火
1996年八仙嶺山火是香港最嚴重的山火之一，1996年2月10日發生於英屬香港大埔區八仙嶺，懷疑由吸煙初中生人為造成。馮堯敬紀念中學初中一年級學生遠足，事件導致3名学生、2名教师遇害。1996年死因裁判法庭裁定「起因必屬人為，禍根源於學生吸煙或攜帶打火機」，但不肯定究竟是學生遺下未熄煙蒂或是玩火所致。
2015年台灣八仙樂園彩色派對火災時，八仙嶺山火生還者張潤衡前往探望，被質疑做秀及「攞光環」；其間有黑材料揭露張潤衡被舊同學指證是八仙嶺玩火真兇，引起網路公審和主流傳媒追訪，但始終沒定論。

## 背景
1996年2月10日星期六，香港中國婦女會馮堯敬紀念中學的49名學生由4名老師（周志齊、王秀媚、屈佩儀、李懿嬌）帶領，並有王秀媚的胞弟同行，參與該校地理學會及愛丁堡公爵獎勵計劃合辦的「金腳計劃」遠足活動。行程由漁農處船灣郊野公園遊客中心出發，經「馬騮崖」石壁登上八仙嶺仙姑峰後，取道衛奕信徑第9、10段，以粉嶺鶴藪為目的地。當日相對濕度為30%以下，當時香港天文台發出了紅色火災危險警告。

## 經過
1996年2月10日，師生在早上集合。學生黃耀楷表示，他在遠足前相約張潤衡、李雋文、及另有一位不相識同學，於當日7時許至大埔墟火車站內快餐店吃早餐，其間張潤衡曾拿出打火機及吸煙。
約11時20分，師生行經距離仙姑峰峰頂150米處時，懷疑因為有人抽煙或玩火，引起山火。學生鄭繼文表示他目擊三至四名學生在小平原上休息時抽煙。當時他已經登上馬騮崖，在崖頂回頭望向山下其餘同行師生。約一分鐘後他看那一帶地方經已著火。另一名學生陳日暉也看見小平原上有一個學生攜帶打火機。
隨後他尾隨學生共發現草叢起火，火勢往山上蔓延，而下山道路被山火阻隔，各人向山上逃生。由於地勢險要，眾人須攀過「馬騮崖」石壁才能離開，周志齊、王秀媚老師殿後於崖下協助學生攀登。其中32人成功逃生，並返回出發地點求救；周王兩人協助大部分學生離開後不及攀登，與兩名學生葬身火海；其他受傷學生則分散於山頭各處等待救援。資深行山人士譚家發當日沿相同路線登山，事發時救出四位學生，並背負他們到安全位置，但其中一人最後不治。

## 救援
香港消防處於1996年2月10日中午12時23分開始救援行動，並且聯同漁農處及民眾安全服務隊出動逾200名人員出動進行搜救，政府飛行服務隊派出兩架直升機輪流投擲水彈。即場為傷者後進行急救，輕傷者由救援人員背下山，重傷者由直升機空運離開。
漁農處將是次山火列作三級山火處理。

### 直升機意外
政府飛行服務隊直升機在拯救行動期間發生罕見意外，當時直升機正進行絞盤吊索的拯救行動，把空勤員吊到現場地面。空勤員找到兩名傷者後，依作業守則先扣好自己的鋼索，再準備把兩名傷者一同接上直升機。但由於機上隊員因濃煙無法看到地面的空勤員，於是就將空勤員先行吊起，當時鋼索仍未扣好的兩名學生因而鬆脫墜地，空勤員亦被燒傷。
其後，直升機再次進行絞盤吊索，救起兩名傷者，誤以為已經將鬆脫墜地的兩名學生救起。直到翌日，拯救人員於一處叢林發現最後一名失蹤者，才發現他是其中一名鬆脫墜地的傷者。
事發當日，本發現一男屍估計為上述失蹤男學生，後在翌日在附近發現該名已在山頭渡過一晚的受傷學生，才證實該男屍實為老師周志齊。

### 醫療批評
有批評指救護車必須先將傷者送到屬區之內最近的急症室（當時為威爾斯親王醫院，而雅麗氏何妙齡那打素醫院於1997年才由中西區遷至大埔現址，北區醫院更於1998年才落成啟用，而大埔醫院則不設急症服務。），才轉送往設備較完善的醫院急救，導致救護車最少要多行走超過4公里，延誤了傷者的醫治。同時，當時區內僅有的醫療設施——大埔賽馬會診所，顯然缺乏處理大量傷者的災難應變能力；亦有批評指當日政府的緊急事故統籌中心沒有運作，令拯救行動缺乏協調。

## 傷亡及損毀
山火在燃燒40小時後，於翌日上午11時被全部撲滅。
- 死亡人數：共5人。當中包括：
  - 周志齊（男，32歲，生物科老師）
  - 王秀媚（女，25歲，地理科老師）
  - 鄺淑玲（女，13歲，1B學生）
  - 龍汝瑩（女，13歲，1B學生）
  - 余驍桓（女，12歲，1B學生）留醫十日後不治[9]

- 受傷人數：共13人。當中包括：[10][11]
  - 張潤衡（男，12歲，1E學生）60% 燒傷，六至七成皮膚嚴重燒傷，雙手僅剩兩指
  - 李雋文（男，13歲，1D學生）
  - 莊美儀（女，13歲，1B學生）70% 燒傷，右腳神經受傷[12]
  - 陳濋汶（女，13歲，2E學生）50% 燒傷
  - 蘇婉珊（女，13歲，1B學生）45% 燒傷[13]
  - 陳惠紅（女，13歲，1B學生）[14]
  - 趙罡（男，1B班學生）

- 焚毀面積：20公頃

當日參與救人的行山人士譚加發，疑因事件導致精神紊亂（相信是創傷後壓力綜合症），同年7月13日自焚身亡。

## 死因裁判
死因裁判法庭於1996年5月召開研訊，6月裁定「起因必屬人為，禍根源於學生吸煙或攜帶打火機，但他不肯定究竟是學生遺下未熄煙蒂或是玩火所致」。死因裁判官亦批評當時師生比例僅1比12，超出1比10的標準，亦沒有適當的分組看管。

## 生還者張潤衡的嫌疑
由於死因裁判法庭並不為追究責任，所以沒追尋兇手，然而庭上證詞、報章報道、對校長和警察的採訪、生還者的自傳等材料均指控「起火源頭附近有三四名學生聚集吸煙，當中一名穿藍白間條衣」，在2015年7月以上材料被引用在網路公審「翻案」，指控生還者張潤衡其實是山火元兇，並指出張潤衡是唯一攜帶打火機的人。起初僅為網絡討論區的材料對質，後來引起主流媒體更嚴謹的追查，發現證據不足以定論，但張潤衡確有重大嫌疑。張潤衡在傳媒對質下閃爍其詞，又說了一句「其實，真相，你找到又怎樣」，其態度令輿論波動。

### 師生反應
馮堯敬紀念中學前校監及馮堯敬校友會前主席趙善軒（時任明愛專上學院助理教授）在2015年7月15-16日訪問了六位不願公開姓名的師生，得出結果如下：
1. 20年來校友都傾向認為與張潤衡有關；
2. 有一名1B班的同學，在兩年前指出其一生所受的痛苦是由張潤衡引起；
3. 張潤衡說證明他清白的證人李雋文後來轉校到鄭榮之中學，之後不曾提起此事；
4. 1D同學指黃耀楷並非吸煙者，而李雋文則不得而知；
5. 一名老師向我指出，張回校後曾多次聲言「幸好我當日被火燒傷」；
6. 校內與身故的周志齊老師、王秀媚老師相熟的同事，都故意遠離張潤衡。

### 主流媒體的追查
- 法庭證供指控「起火源頭附近有三四名學生聚集吸煙，當中一名穿藍白間條衣」，但仍在留醫的張潤衡沒到庭也沒作供。《明報》記載1996年馮堯敬紀念中學校長許永豪「問過大埔警區分區指揮官靳敦賢警司（David Michael Gunton）為何沒有跟進有學生吸煙一事，警方解釋，未作供的人——指被嚴重燒傷的同學——可能有更切身的資料能提供，但他們暫時未適宜作供，而跟進事件也無用，因為可能當中有人要負上責任」。[1]

- 「我之所以說是縱火而不是山火...。假如在一個應該生火的地方生火，但火頭不受控制，這可以稱為意外或者疏忽。不過在一個風高物燥、雜草橫生的郊野山坡上，假如仍要點火，這個不能稱為意外了吧？再假如將道德底線退到天崖海角：有人刻意點火吸煙，繼而沒頭沒腦的將煙蒂掉失，還可以極其勉強地稱為「意外」，這是跟拿一枝上了彈的手槍指着腦袋玩俄羅斯輪盤一樣的「意外」吧。...將所有不可能的事情排除之後，剩下來的，只有這個推論：火，是有人點起的。起火地點就在張潤衡和李雋文身處位置。當時沒有人向他兩人放火或掉煙頭。打火機一直在張潤衡身上；打火機沒有失火，而打火機沒有用來點煙。剩下來的，有請李雋文或者張潤衡自己清楚解釋好了。」——蕭少滔，香港中文大學工商管理學院本科生校友會會長，2015。[18]

- 「即便是因某些人吸煙或玩火引起，均為意外，並不能斷為故意縱火，最多為疏忽、魯莽。至於有人公開指張故意縱火，則是無證推論...。即使多年來校友懷疑與張有關，都只是因他較可疑，而可疑之處在於他可能在山上曾吸煙，至少他應知悉吸煙者是何人，但一直語焉不詳。懷疑是一件事，但懷疑不應成為指控，故張同學為生火者，只能屬無從判斷。」——趙善軒，馮堯敬校友會前主席，現任明愛專上學院助理教授，2015[17]

- 「即使照片結合學生供詞能確定起火時處於起火地點的其中一人為張潤衡，裁判官仍會因起火地點有多於一人，無法確定誰是起火者。...若欲以裁決書內容，否定張潤衡為其中一位起火之際位處起火地點的人，從而試圖全盤洗清其嫌疑，則無疑是捉錯用神，注定徒勞。」——無妄齋，輔仁媒體，2015。[15]

- 2025年8月，當時有份參與救援的前民安隊攀山搶救隊周國榮先生接受趙善軒的訪問，周國榮說：「我們當時其實也已經知道是有人玩火，但是整個社會都很寛容地對待這件事，是原諒了他，我們甚至聽說玩火那個人在醫院，死因庭也開得很快，很快便了結這件事，那就算了，大家都放下。但想不到十年前，台灣那件事（八仙樂園彩色派對火災）把整件事翻出來，發覺到原來內情是讓我們很難過。...難過在有些人可能做錯了事，可能社會、世界、上帝已經寛恕了你一次，現時再翻炒時，是不是再一次給你機會去救贖自己的靈魂，讓這個世界再寛恕一次呢？」[19]

八仙嶺自然教育徑往馬騮崖的入口現已加上警告牌

## 紀念

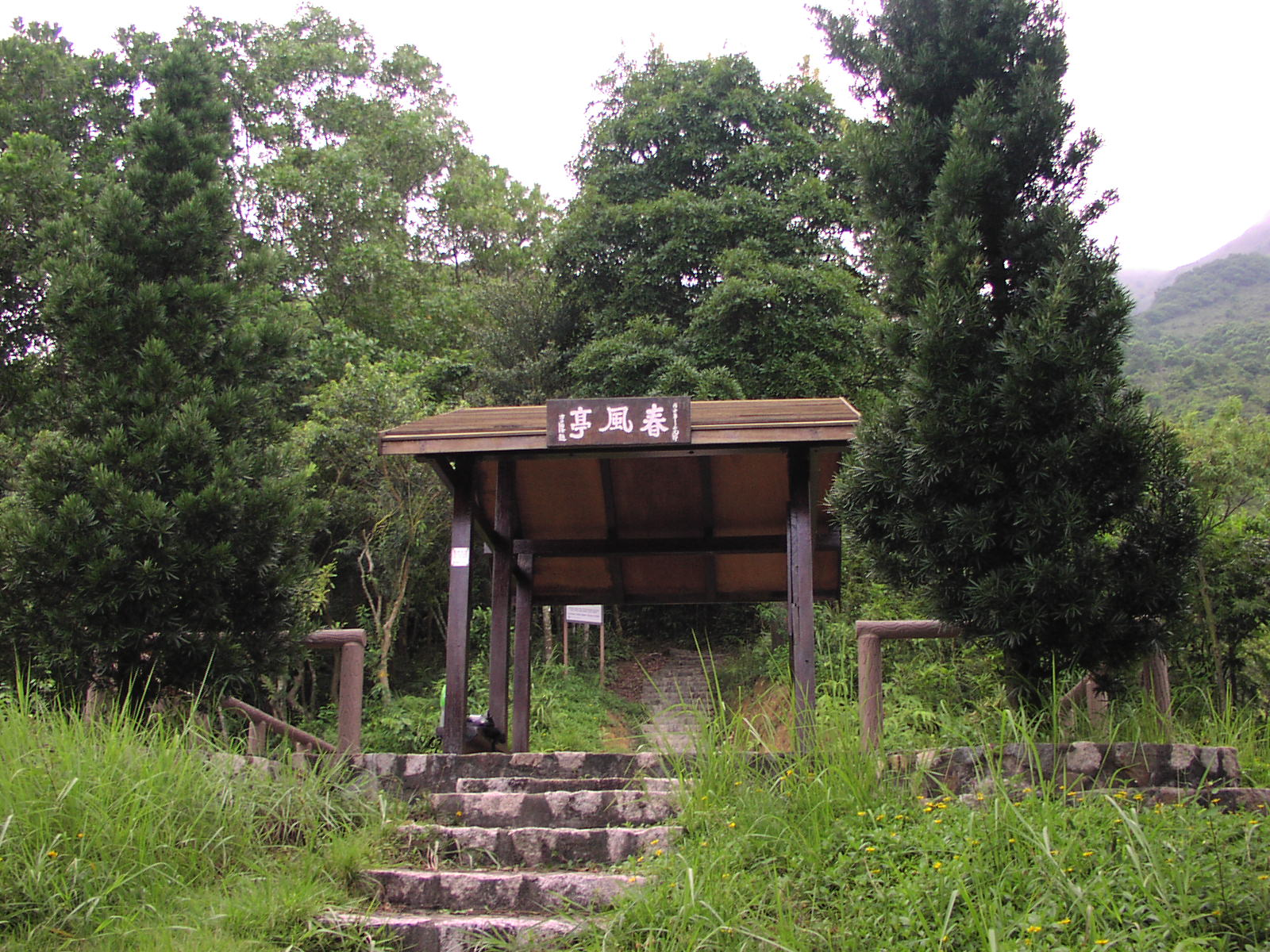
春風亭

- 漁農自然護理署在八仙嶺興建一個紀念涼亭，原來擬名為「敬師亭」，後來定名為春風亭（英語：Spring Breeze Pavilion），取「春風化雨」之意。1996年3月12日由時任香港總督彭定康主持揭幕儀式。方召麐為春風亭的橫匾題字，亭內置有教育署署長余黎青萍撰寫的中英對照碑記，闡述事件始末。亭前植有兩株羅漢松，以紀念兩位老師。
- 香港中國婦女會馮堯敬紀念中學大門懸掛春風亭紀念牌匾。每年舉行悼念活動，向學生講述事件經過。
- 朱少璋在1996年以文言文創作《八仙嶺春風亭記》一文，悼念兩位捨己救人的老師。
- 香港中國婦女會馮堯敬紀念中學和香港中文大學於1996年2月25日宣佈於9月1日成立以周志齊和王秀媚命名的獎學金，以紀念兩名教師。

## 出版物
- 《烈火春風—八仙嶺山火事件報告文學》何良懋著，山邊，ISBN 962-923-017-8，1996年出版。
- 《過渡期：八仙嶺山火後再生記》張潤衡著，學生福音團契，ISBN 9628838275，2004年6月出版。
- 《清水》粵語專輯，彭羚主唱，1996年7月出版，收錄紀念周志齊和王秀媚的流行歌曲《春風》，杜自持作曲，林夕作詞。

## 備註
1. ↑  由於香港的山林由漁農自然護理署管轄，因此山火的分級由漁護署負責。目前，漁護署將山火劃分為3級：只要發生山火，就可算為一級；山火較猛，威脅居民和其他設施，而漁護署郊野公園滅火隊人手不足，需要消防處協助，即列為2級；3級山火乃指屬災難性，火勢嚴重，漁護署便會要求各紀律部隊協助撲救。

## 外部連結
- 張文光（2003）「潤物細無聲：青山有幸　春風有情」，《教協報》第454期，2003年5月26日
- 李國章（2002）教育統籌局局長出席敬師日慶典致辭全文（页面存档备份，存于）
- 「八仙嶺憶噩夢　春風亭悼良師」 ，《太陽報》，2006年2月10日（页面存档备份，存于）
- 生死邊懸-攀山搶救隊的故事 天地出版社